# Paul Kollibay
Paul Robert Kollibay (* 4. Juli 1863 in Landsberg, Oberschlesien; † 5. November 1919 in Neisse, Oberschlesien) war ein deutscher Ornithologe und Rechtsanwalt.

## Leben
Kollibay wurde als Sohn eines Kreisrichters im oberschlesischen Landsberg geboren. Ab 1869 besuchte er die Volksschule und von 1873 bis 1882 das Gymnasium in Neustadt in Oberschlesien. Während der Schulzeit entstand ein Kontakt zum Sohn des Ornithologen und Stabsarztes Dr. Friedrich Kutter (1834–1891), wodurch seine ornithologischen Neigungen entfacht wurden. Inspiriert durch Kutters umfangreiche Eiersammlung, wurde Kollibay alsbald selbst Eiersammler. Während seines Studiums wurde er 1882 Mitglied der KDStV Winfridia Breslau im CV. Nach seinem im Jahr 1885 abgeschlossenen Jurastudium in Breslau wurde Kollibay 1886 Referendar und 1890 Assessor. 1891 eröffnete er in Neisse eine Rechtsanwaltskanzlei. 1897 wurde er Notar, 1910 Justizrat und 1917 Vorstandsmitglied der Anwaltskammer. 1916 wurde er zum Stadtverordnetenvorsteher der Stadt Neisse gewählt.
In seiner Freizeit studierte Kollibay die Vogelwelt in Schlesien, worüber er ab 1879 ein Tagebuch führte. 1901 gehörte er zu den Verwaltern der Vogelwarte Rossitten. 1904 gründete er mit 12 weiteren Ornithologen in Hirschberg den Verein schlesischer Ornithologen, wo er auch als erster Vorsitzender fungierte. Ab 1906 wurde Kollibay Ausschussmitglied der Deutschen Ornithologischen Gesellschaft und Mitglied der British Ornithologists’ Union. 1911 wurde er korrespondierendes Mitglied der Naturforschenden Gesellschaft zu Görlitz.
1906 veröffentlichte Kollibay sein Buch Die Vögel der Preussischen Provinz Schlesien, in dem insgesamt 317 Arten behandelt werden, von denen 202 Brutvögel sind. 1909 folgten Nachträge im Ornithologischen Jahrbuch und ab 1915 weitere Nachträge in den Ornithologischen Monatsberichten von Anton Reichenow.
Kollibay beschrieb drei Vogeltaxa: die Südbüscheleule, die gegenwärtig als eigenständige Art gilt, jedoch als Unterart Pisorhina leucotis granti der Nordbüscheleule erstbeschrieben wurde, die zentralasiatische Unterart Carduelis carduelis paropanisi des Stieglitz und die Unterart Galerida cristata subtaurica der Haubenlerche, die in der Zentraltürkei, in Transkaukasien, in Turkmenistan, im Iran und im Irak vorkommt.

## Dedikationsnamen
1902 benannte Victor von Tschusi zu Schmidhoffen die Mauersegler-Unterart Apus apus kollibayi zu Ehren von Paul Robert Kollibay. Diese Form gilt heute als Juniorsynonym der Nominatform Apus apus apus.

## Werke
- Die Vögel der preussischen Provinz Schlesien. Verlag von Wilh. Gottl. Korn, Breslau 1906 (online [abgerufen am 9. Juni 2016]).
- Carduelis caniceps paropanisi. In: Ornithologische Monatsberichte. Band 18, Nr. 9, 1910, S. 148 (online [abgerufen am 9. Juni 2016]).
- Über die Benennung der afrikanischen Weißohreule. In: Verhandlungen des V. Internationalen Ornithologen-Kongresses in Berlin 30. Mai bis 4. Juni 1910. Nr. 5, 1910, S. 221–223 (online [abgerufen am 9. Juni 2016]).
- Pisorhina leucostis granti nom. nov. In: Ornithologische Monatsberichte. Band 18, Nr. 9, 1910, S. 148–149 (online [abgerufen am 9. Juni 2016]).
- Neue Haubenlerchenformen. In: Ornithologische Monatsberichte. Band 20, Nr. 2, 1912, S. 25–27 (online [abgerufen am 9. Juni 2016]).